# المملكة الأودراسية
المملكة الأودريسية، مملكة تراقية قامت مع بدايات القرن الخامس قبل الميلاد على أقل تقدير، واستمرت حتى منتصف القرن الثالث قبل الميلاد. تكوّنت المملكة بصورة أساسية من بلغاريا المعاصرة، وأجزاء من جنوب شرق رومانيا (دبروجة الشمالية)، وشمال اليونان، وتراقيا الشرقية. هيمن الشعب الأودريسي على المملكة التي سُميت باسمهم، وكانت أضخم وأقوى المناطق التراقية، وأول كيان سياسي كبير في شرق البلقان. قبل تأسيس سويتوبوليس في أواخر القرن الرابع، لم يكن للمملكة عاصمة ثابتة.
أسس الملك تيريس الأول المملكة الأودريسية، منتهزًا فرصة انهيار الوجود الفارسي في أوروبا على إثر محاولة الغزو الفاشلة لليونان في الأعوام 480 – 479. طبّق تيريس وابنه سيتاليس سياسة التوسع، وهو ما جعل المملكة واحدة من أقوى الممالك في عصرها.
بقيت المملكة الأودريسية طوال معظم تاريخها المبكر حليفةً لأثينا، وقاتلت في الحرب البيلوبونيسية على الجانب الإغريقي. بحلول العام 400، ظهرت أولى علامات ترنّح المملكة، بالرغم من أن الملك كوتيس الأول المحنك شرعَ في نهضةٍ وجيزة، دامت حتى مقتله في العام 360.
بعد ذلك تفككت المملكة: وقُسّمت تراقيا الجنوبية والوسطى بين ثلاثة ملوك أودريسيين، في حين سقط الشمال الشرقي تحت سيطرة مملكة غيتيون. في نهاية المطاف، تعرّضت الممالك الأودريسية الثلاث لغزو مملكة مقدونيا الصاعدة تحت قيادة فيليب الثاني المقدوني في العام 340.
أعاد سويتيس الثالث إحياء دويلة أودريسية أصغر نسبيًا في العام 330، وأقامَ عاصمة جديدة باسم سويتوبوليس استمرت حتى الربع الثاني من القرن الثالث قبل الميلاد. بعد ذلك، لا توجد أدلة قاطعة حيال استمرار وجود دولة أودريسية، باستثناء ملك قد يكون أودريسيًا قاتَل في الحرب المقدونية الثالثة ويُدعى كوتيس. في آخر المطاف، ضمّت مملكة ساباين قلبَ منطقة الأودريسيين في أواخر القرن الأول قبل الميلاد، والتي حُوّلت إلى مقاطعة رومانية في العام 45/6 ميلادية.

## تاريخها

### خلفية

#### تراقيا وبواكير تاريخها
نظرًا لافتقار التراقيين القدماء لأنظمة الكتابة الأصلية، فإن أهم مصادر تتّبع تاريخهم تُستقى من البقايا الأثرية، والعملات المعدنية، بالإضافة إلى روايات المؤرخين الإغريق القدماء. اعتبر أولئك المؤرخون أن التراقيين شعوبًا متعددة، وأن بلدهم تراقيا ذات حجم يصعب تصوّره، ضخمةٌ لدرجة دفعت أندرون من هاليكارناسوس (في القرن الرابع قبل الميلاد) لاعتبارها قارة قائمةً بحد ذاتها.
رغم عدم ثبات حدود تراقيا عبر التاريخ، يُمكن تقسيم تراقيا إلى قسمين شمالي وجنوبي، وقد كانا مختلفين ثقافيًا كذلك. اعتُبرت جبال البلقان بمثابة الحد الفاصل بين الجزأين أو نهر الدانوب الواقع إلى الشمال قليلًا. شملت تراقيا الجنوبية منطقة الوادي الخصيب بين جبال البلقان وجبل رودوب، وجبل شتراندشا وشواطئ بحر مرمرة وبحر إيجة والبحر الأسود. وشكّل نهر ستروما ونهر مورافا الأعلى الحدودَ الغربية.
ومثّل نهر الدانوب، وجبال الكاربات، والطرف الغربي المجاور لسهوب بونتيك-قزوين حدودَ تراقيا الشمالية، وبالتالي فهي تشمل أجزاءً من المنطقة التي تضم في الوقت الحالي رومانيا، ومولدافيا، وصربيا، وأوكرانيا المعاصرة. كما امتدت تراقيا إلى ما يُعرف الآن بشمال غرب تركيا، بما في ذلك منطقتيّ (بيثينيا وميسيا) غربًا وشرقًا على ساحل بحر مرمرة. 
استقر التراقيون في الألفية الثانية قبل الميلاد، وجاء ذكرهم في ملاحم هوميروس. كما ترِد إشارات عابرة عنهم في القرون اللاحقة، بالرغم من أن الأدب الإغريقي لم يُظهِر قبل القرن الخامس اهتمامًا بذِكر الشعوب غير الإغريقية بصورة مستفيضة.
في القرنين السابع والسادس، استوطن المستعمرون اليونانيون غالبية الساحل التراقي، وأسسوا عدة بلدات، مثل ثاسوس، وبيزنطة، وفارنا. لا يُعرَف الكثير عن التاريخ السياسي لقبائل تراقيا في ذلك العصر، على الرغم من تسجيل تواصل المستوطنين الأثينيين مع «ملك تراقيا» (والسلف المحتمل للملوك الأودريسيين؟) المقيمين في شمال شبه جزيرة جاليبولي.
ويُثبت غياب القطع الأثرية الأجنبية أن تراقيا الداخلية الواقعة شمال جبل رودوب بقيت معزولة إلى حد كبير عن حركة تجارة بحر إيجة حتى أواخر القرن السادس.

#### تراقيا الفارسية
في العام 513 قبل الميلاد تقريبًا، عبَر جيش من سلالة الأخمينيين الفارسية القوية مضيق البوسفور، بعد أن هزموا تراقيي بيثينيا قبل ثلاثين عامًا من ذلك التاريخ. تلخص هدف الملك دارا الأول في شنّ حملة عقابية ضد السكوثيين في الشواطئ الشمالية للبحر الأسود.
استسلمت معظم قبائل تراقيا الشرقية بدون حرب، باستثناء الغيتيين الذين هُزموا. وتبعت تلك الحملة المزيد من الحملات بقيادة الجنرالات بغابوخش، وماردونيوس، وكذلك الملك خشايارشا الأول، رغم أنهم لم ينجحوا سوى في تأمين ساحل بحر إيجة.
يبدو أن الأخمينيين لم يُقيموا ساترابية (إدارة محلية) في تراقيا، بالرغم من زعم المؤرخ هيرودوت أن المناطق المهزومة توجّب عليها دفع الضرائب. في واقع الحال، ليس ثمة دليل على وجود مراكز إدارية مهمة. وعوضًا عنها، اقتصر تطبيق السلطة الفارسية من خلال بضع قلاع محصنة، وأهمها حصون دوريسكوس وإيون.
وبالنتيجة، بقيت الغالبية العظمى من منطقة تراقيا غير متأثرة بالوجود الفارسي. بعد الغزو الفاشل لليونان في العام 480 – 479، انهار موطئ قدم الفُرس في أوروبا. وبحلول العام 450 تقريبًا، انتهت السلطة الفارسية بشكل كامل في أوروبا، بما في ذلك تراقيا.

### التأسيس والسنوات الأولى (480-431 قبل الميلاد)

#### المملكة القَبلية المبكرة
بالرغم من عدم استمرار الوجود الفارسي في تراقيا طويلًا، فقد يكون حفّز التجارة وأُولى أشكال بناء الدولة لدى التراقيين. بدأ سك النقود المعدنية التراقية في العام 500 تقريبًا، وقد يكون ذلك مؤشرًا على وجود مجموعة متنوعة من الممالك القَبلية المبكرة. يرى البعض أن المملكة الأودريسية قد تكون تأسست في هذه الفترة، مع أن تسمية الأودريسيين تغيب بصورة ملحوظة عن الآثار المتعلقة بالنقود المعدنية.
ثم دخل الأودريسيون دائرة اهتمام التاريخ على إثر فشل الغزو الفارسي لليونان، وذلك عندما ذكرهم هيرودوت دون إضافة أي تفاصيل. كانت أراضي الأودريين تقع في وديان نهر ماريتسا، وروافده توندشا، وأردا. مثلها مثل غيرها من الكيانات السياسية التراقية، حاولت المملكة القَبلية الأودريسية ملْء الفراغ الذي خلّفه الانسحاب الفارسي.

#### التوسع خلال حُكم تيريس الأول
يُعتبر تيريس أول ملك أودريسي، وتبنّى سياسة توسعية، وادّعى ثوقيديدس أنه كان أول الملوك الأودريسيين على الإطلاق. في أواخر القرن الخامس قبل الميلاد، كتب ثوقيديدس أن تيريس «كان أول ملك قوي للأودريسيين»، وأنه «أول مؤسس للإمبراطورية الأودريسية العظيمة، والتي بسطَها على جزء كبير من تراقيا، بالرغم من حفاظ العديد القبائل التراقية على استقلالها». وتألفت تلك القبائل المستقلة المذكورة من التراقيين الذين يعيشون على طول أجزاء من ساحل بحر إيجة وفي مناطق من جبال رودوب، وكذلك من قبائل تريبالي ذات السطوة والمستقرة حول جبال البلقان.
على الأغلب فقد سيطر تيريس على وسط تراقيا بعد العام 480 قبل الميلاد. وبنى تيريس وابنه سيتالسيز مملكته بالاعتماد على طبقة أرستقراطية محاربة متميزة، ووسعّوا منطقة سيطرتهم من نهر الدانوب في الشمال إلى ضواحي أبديرا على ساحل بحر إيجة. كما توسع إلى شرق تراقيا، رغم من تعرضه لهزيمة أمام قبيلة ثيوني. وفي الشمال الشرقي، رسّخ موقع مملكته بالتحالف مع مملكة سكيثيا خلال حكم الملك آريابيثيس، الذي تزوج ابنة تيريس. في نهاية المطاف، كان الأودريسيون أول من تجاوزَ أعراف النظام القبلي التراقي وأسسوا دولة كبيرة في شرق البلقان.